# Кілкенні (графство)
Кілкенні (англ. Kilkenny, ірл. Cill Chainnigh) — графство на південному сході Ірландії.

## Адміністративний поділ
Входить до складу провінції Ленстер на території Республіки Ірландії. Столиця і найбільше місто — Кілкенні.